# Manoir de la Chaperonnière
 (avril 2024).
Le manoir de la Chaperonnière est un manoir situé à Jallais, dans le département de Maine-et-Loire, en France.
Il s'agit des restes d'un château construit au XVe siècle, restauré pour partie dans la seconde moitié du XIXe siècle. Le domaine est inscrit aux monuments historiques depuis 1978.

## Localisation et appellation
Le manoir est situé en Anjou, dans le département français de Maine-et-Loire, sur l'ancienne commune de Jallais. Il doit son nom, comme la rue Chaperonnière d'Angers, à la famille Chaperon, qui posséda le domaine environnant jusqu'à la fin du XVe siècle.

## Description
Le manoir était constitué vers 1850, lors de son rachat par Louis III Courtois, de 150 hectares avec le moulin à eau de la Chaperonnière, qui est construit sur l'Èvre. Le manoir et le moulin sont divisés en trois propriétés séparées[réf. souhaitée].
Sont inscrits aux monuments historiques en 1978 puis 2020 : les façades et toitures du manoir et des communs ; le puits ; l’ancienne chapelle ; le corps du logis en totalité, à l'exception des pièces du rez-de-chaussée de la partie ouest et de la dépendance adossée à la façade nord du manoir.
L'édifice dispose d’une tour d'escalier sur sa façade principale. Deux grandes lucarnes encadrent la tour dont la porte d'entrée était autrefois surmontée d'un fleuron monumental.
Le manoir a conservé des éléments de son origine (encadrements des baies, cheminées, linteaux de portes, coussièges, menuiseries et carreaux de terre cuite, etc.). Il est globalement représentatif de ce qui a été construit en Anjou au cours du XVe siècle. Son architecture est notamment proche de celle du manoir de Belligan, édifié entre 1440 et 1450.

## Historique
Les seigneurs Chaperon, au IXe ou XIe siècle, bâtissent un premier château en cet endroit. Plusieurs membres de la famille prennent ensuite part aux croisades.
Notamment en 1086, le chevalier Jean Chaperon, qui a comme épouse la fille du baron de Rochefort-sur-Loire, part en Espagne combattre les Sarrasins à la demande du roi de France. La légende veut qu’il soit revenu sept ans plus tard, le jour du remariage de sa femme qui pensait être veuve.[réf. souhaitée]
Le château passe par alliance, d'abord en 1384, puis vers 1440, de la famille Chaperon à celle du Plessis de La Bourgonnière.
Le manoir actuel est constitué des restes d'un château de la seconde partie du XVe siècle. Celui-ci a probablement été construit par Jehan II du Plessis de La Bourgonnière et Guyonne de la Rochefoucault, dont les armes accolées surmontent la porte de la tour.
Héritière de la Bourgonnière et de nombreuses possessions, Jeanne d'Acigné et son époux Charles de Vaudrey, qui comptait parmi les mignons du roi de France Henri III, vendent la Chaperonnière à Charles II de Cossé en 1609.
Henri-Albert de Cossé, duc de Brissac, revend le château en 1680 à René de Broon, marquis de Cholet. En 1706, l’édifice est cédé à François-Édouard de Colbert, puis en 1763 revient dans la famille de Rougé, en l’occurrence à François de Rougé.
En 1832, Jacques-Joseph de Cathelineau, fils du généralissime vendéen Jacques Cathelineau, y est exécuté sommairement par les gendarmes du roi des Français Louis-Philippe, au cours du soulèvement royaliste vendéen en faveur de la duchesse de Berry. Cathelineau s'était pourtant constitué prisonnier pour sauver la vie du propriétaire des lieux, le fils de François Pierre Olivier de Rougé, Augustin Charles Camille de Rougé, qui l'avait caché. Le propriétaire est ensuite emprisonné à La Flèche.
Vers 1850, le château endommagé est revendu à Louis III Courtois, de la famille Courtois sise à Beaupréau-en-Mauges, pour en faire une résidence de campagne. Le manoir est en partie restauré et reste dans la famille Courtois jusqu'en 1978, année où il est inscrit aux monuments historiques.
En 2020, la protection est étendue à une partie du logis,.